# چترگندمی داسی
چتر گندمی داسی (نام علمی: Bupleurum falcatum) نام یک گونه از سرده چترگندمی است. از جمله اثرات مهم این گیاه می توان به اثرات ضد دردی بر علیه دردهای نوسیسپتیو و نیز دردهای نوروپاتیک اشاره نمود.